# Scott Smith (lutador)
Bryan Scott Smith, (Reno, 21 de maio de 1979), é um atleta estadunidense lutador de MMA. Anteriormente lutava na categoria dos pesos médios na Ultimate Fighting Championship, tendo estreiado no UFC 59. Ele também lutou na EliteXC antes de atuar na Strikeforce. Smith é famoso por suas vitórias por nocaute contra Cung Le, Benji Radach e Pete Sell.

## Carreira
No inicio de sua carreria, Smith – lutando entre os pesos pesados;– compilou vitórias na International Fighting Championships e em eventos da Gladiator Challenge nos Estados Unidos. Enquanto bem sucedido em pequenos evetos, a primeira luta notável de Smith no mainstream do MMA ocorreu no World Extreme Cagefighting. Smith entrou na WEC na categoria dos pesos pesados desacreditado, mas foi visto por muitos como a zebra da competição. 
Smith derrotou o veterano da WEC Tim McKenzie nas semifinais do campeonato da categoria.  Com essa vitória, Smith foi programado para lutar contra Justin Levens nas finais; Levens, entrementes, foi proibido por seu médico devido a uma lesão nos ombros que sofreu na luta das semifinais. O substituto foi Tait Fletcher, que foi nocauteado técnicamente por  Smith, fazendo dele o novo campeão dos pesos pesados.
Smith defenderia seu titulo de campeão contra Justin Levens no WEC 18 antes de ser escalado em uma luta no Ultimate Fighting Championship em Abril 2006, descendo de categoria e enfrentado David Terrell no UFC 59.  A luta  –marcada com arbitragem questionável  – terminou com decisão controversa, levando Smith a dar queixa na California State Athletic Commission. 
Smith tornou-se competidor de pesos médios no The Ultimate Fighter: The Comeback,onde ele rapidamente perdeu nas quartas de finais contra Travis Lutter.  Smith apareceu na temporada finale, nocauteando Pete Sell no segundo round.
Smith perdeu sua luta seguinte no UFC contra Patrick Cote no UFC 67. 
Mais recentemente, Smith derrotou Troy Miller por nocaute técnico no Palace Fighting Championship 2, em Lemoore, Califórnia. Ele perdeu para Ed Herman no UFC 72. Herman finalizou Smith com um mata leão aos 2:25 do segundo período.
Smith fez sua estréia no EliteXC em 16 de fevereiro nocauteando Kyle Noke sete segudos apos o inicio do segundo round.
A vitória deu a ele um titulo contra Robbie Lawler. A luta foi considerada No contest após uma dedada acidental no olho no terceiro período. Os dois primeiros rounds foram tão emocionantes que Gary Shaw prêmiou os dois lutadores com bonus e uma revanche imediata.  Smith perdeu a revanche contra Lawler via TKO em 26 de julho de 2008 no EliteXC: Unfinished Business. No Strikeforce: Destruction, Smith lutou contra Terry Martin com aviso de uma semana de antecedência e venceu Martin no primeiro round por KO.
Scott enfrentou Benji Radach no Strikeforce: Shamrock vs. Diaz em 11 de abril de 2009. Scott derrotou Radach nocauteando no terceiro tempo.
Smith lutou com Cung Le no Strikeforce: Evolution em 19 de dezembro de  2009. Apesar de ter sido dominado na maior parte da luta, Smith venceu por nocaute no terceiro round, sendo o primeiro a vencer Le dessa maneira. Smith e Le lutaram novamente no Strikeforce: Fedor vs. Werdum em 26 de junho de 2010. Smith perdeu por TKO.
Smith é esperado para lutar com Paul Daley em 4 de dezembro de 2010 no Strikeforce: Henderson vs. Babalu.

## Vida
Scott tem dois filhos, Mike & Scotty.

## Cartel no MMA
| Cartel no MMA   |             |             |
| 30 lutas        | 18 vitórias | 11 derrotas |
| Por nocaute     | 15          | 5           |
| Por finalização | 3           | 4           |
| Por decisão     | 0           | 2           |
| No contest      | 1           | 1           |

| Res.    | Cartel    | Oponente         | Método                                 | Evento                               | Data       | Round | Tempo | Local                     | Notas                                        |
| ------- | --------- | ---------------- | -------------------------------------- | ------------------------------------ | ---------- | ----- | ----- | ------------------------- | -------------------------------------------- |
| Derrota | 18-11 (1) | Justin Baesman   | Nocaute Técnico (socos)                | WCFC 16: King of Sacramento          | 23/01/2016 | 2     | 0:57  | Sacramento, Califórnia    |                                              |
| Vitória | 18-10 (1) | Mark Matthews    | Nocaute Técnico (socos)                | WCFC 6: Matthews vs. Smith           | 03/08/2013 | 2     | 0:41  | Placerville, Califórnia   |                                              |
| Derrota | 17-10 (1) | Lumumba Sayers   | Finalização (guilhotina)               | Strikeforce: Tate vs. Rousey         | 03/03/2012 | 1     | 1:34  | Columbus, Ohio            |                                              |
| Derrota | 17-9 (1)  | Tarec Saffiedine | Decisão (unânime)                      | Strikeforce: Fedor vs. Henderson     | 30/07/2011 | 3     | 5:00  | Hoffman Estates, Illinois |                                              |
| Derrota | 17-8 (1)  | Paul Daley       | Nocaute (soco)                         | Strikeforce: Henderson vs. Babalu II | 04/12/2010 | 1     | 2:09  | St. Louis, Missouri       | Luta no Peso Meio Médio.                     |
| Derrota | 17-7 (1)  | Cung Le          | Nocaute Técnico (chute rodado e socos) | Strikeforce: Fedor vs. Werdum        | 26/06/2010 | 2     | 1:46  | San José, Califórnia      |                                              |
| Vitória | 17-6 (1)  | Cung Le          | Nocaute Técnico (socos)                | Strikeforce: Evolution               | 19/12/2009 | 3     | 3:25  | San José, Califórnia      |                                              |
| Derrota | 16-6 (1)  | Nick Diaz        | Finalização (mata-leão)                | Strikeforce: Lawler vs. Shields      | 06/06/2009 | 3     | 1:19  | St. Louis, Missouri       |                                              |
| Vitória | 16-5 (1)  | Benji Radach     | Nocaute (soco)                         | Strikeforce: Shamrock vs. Diaz       | 11/04/2009 | 3     | 3:24  | San José, Califórnia      |                                              |
| Vitória | 15-5 (1)  | Terry Martin     | Nocaute (soco)                         | Strikeforce: Destruction             | 21/11/2008 | 1     | 0:24  | San José, Califórnia      |                                              |
| Derrota | 14-5 (1)  | Robbie Lawler    | Nocaute Técnico (joelhadas e socos)    | EliteXC: Unfinished Business         | 26/07/2008 | 2     | 2:35  | Stockton, Califórnia      | Pelo Título Peso Médio do Elite XC.          |
| NC      | 14-4 (1)  | Robbie Lawler    | No Contest (dedada no olho)            | EliteXC: Primetime                   | 31/05/2008 | 3     | 3:26  | Newark, New Jersey        | Pelo Título Peso Médio do Elite XC.          |
| Vitória | 14-4      | Kyle Noke        | Nocaute (soco)                         | EliteXC: Street Certified            | 16/02/2008 | 2     | 0:07  | Miami, Florida            |                                              |
| Vitória | 13-4      | Jeff Morris      | Nocaute (soco)                         | GC 73 – High Noon                    | 22/12/2007 | 1     | 0:22  | Sacramento, Califórnia    |                                              |
| Derrota | 12-4      | Ed Herman        | Finalização (mata-leão)                | UFC 72: Victory                      | 16/06/2007 | 2     | 2:25  | Belfast                   |                                              |
| Vitória | 12-3      | Troy Miller      | Nocaute (soco)                         | PFC 2 – Fast and Furious             | 22/03/2007 | 1     | 1:06  | Lemoore, Califórnia       |                                              |
| Derrota | 11-3      | Patrick Côté     | Decisão (unânime)                      | UFC 67: All or Nothing               | 03/02/2007 | 3     | 5:00  | Las Vegas, Nevada         |                                              |
| Vitória | 11-2      | Pete Sell        | Nocaute (soco)                         | The Ultimate Fighter 4 Finale        | 11/11/2006 | 2     | 3:25  | Las Vegas, Nevada         |                                              |
| Derrota | 10-2      | David Terrell    | Finalização (mata-leão)                | UFC 59: Reality Check                | 15/04/2006 | 1     | 3:08  | Anaheim, Califórnia       |                                              |
| Vitória | 10-1      | Justin Levens    | Nocaute (socos)                        | WEC 18: Unfinished Business          | 13/01/2006 | 1     | 1:58  | Lemoore, Califórnia       | Defendeu o Cinturão Peso Meio Pesado do WEC. |
| Vitória | 9-1       | Tait Fletcher    | Nocaute Técnico (socos)                | WEC 17: Halloween Fury 4             | 14/10/2005 | 1     | 3:55  | Lemoore, Califórnia       | Ganhou o Cinturão Peso Meio Pesado do WEC.   |
| Vitória | 8-1       | Tim McKenzie     | Nocaute Técnico (socos)                | WEC 17: Halloween Fury 4             | 14/10/2005 | 1     | 2:25  | Lemoore, Califórnia       |                                              |
| Vitória | 7-1       | John Seilhan     | Nocaute (soco)                         | GC 30 – Gladiator Challenge 30       | 19/08/2004 | 1     | 1:29  | Colusa, Califórnia        |                                              |
| Vitória | 6-1       | Isidro Gonzalez  | Finalização (mata-leão)                | SF 3 – Dome                          | 17/04/2004 | 1     | 4:07  | Gresham, Oregon           |                                              |
| Derrota | 5-1       | James Irvin      | Nocaute (soco)                         | GC 22 – Gladiator Challenge 22       | 12/02/2004 | 1     | 2:21  | Colusa, Califórnia        |                                              |
| Vitória | 5-0       | Jaime Jara       | Finalização (mata-leão)                | GC 20 – Gladiator Challenge 20       | 13/11/2003 | 1     | 3:01  | Colusa, Califórnia        |                                              |
| Vitória | 4-0       | Jaime Jara       | Nocaute Técnico (socos)                | GC 16 – Gladiator Challenge 16       | 01/06/2003 | 1     | 4:13  | Colusa, Califórnia        |                                              |
| Vitória | 3-0       | Levi Thornbrue   | Nocaute Técnico (socos)                | GC 10 – Gladiator Challenge 10       | 14/04/2002 | 1     | 2:20  | Colusa, Califórnia        |                                              |
| Vitória | 2-0       | Tim Kennedy      | Nocaute Técnico (paralisação médica)   | IFC WC 15 – Warriors Challenge 15    | 31/08/2001 | 1     | 2:53  | Oroville, Califórnia      |                                              |
| Vitória | 1-0       | Ted Stamatelos   | Finalização (guilhotina)               | IFC WC 13 – Warriors Challenge 13    | 15/06/2001 | 1     | 3:16  | Califórnia                |                                              |